# Eric Grill
Eric Gustaf Claesson Grill, född 19 oktober 1891 i Kungsholms församling, Stockholms stad, död 13 maj 1968 i Älvsborgs församling, Göteborgs och Bohus län, var en svensk militär. Han var son till Claes Grill.

## Biografi
Grill blev underlöjtnant vid Svea livgarde 1911, löjtnant där 1916, kapten där och i generalstaben 1926, vid Skaraborgs regemente 1930, vid generalstaben 1933, major 1934. Han var stabschef vid IV. arméfördelningen 1934–1937, blev överstelöjtnant vid Göta livgarde 1937, åren 1937–1939 var han chef för Göta livgardes detachement i Vaxholm, fick transport till Bohusläns regemente 1939 och var depåchef där 1940. Grill befordrades till överste på reservstat 1941 och var befälhavare för Göteborgs försvarsområde 1942–1952 och samtidigt i Halmstads försvarsområde 1947–1952. Han var överste på aktiv stat 1948–1952. Grill blev riddare av Svärdsorden 1932, kommendör av andra klassen av samma orden 1947 och kommendör av första klassen 1949. Grill vilar på Nya Varvets kyrkogård i Göteborg.